# Emperor of the Fading Suns
Emperor of the Fading Suns est un jeu vidéo 4X de stratégie au tour par tour de science-fiction développé par Holistic Design, sorti en 1997 sur PC (Windows).
Il est basé sur le jeu de rôle Fading Suns.

## Synopsis
Le joueur incarne un noble ruiné dans un empire galactique. Il doit tisser des alliances et rassembler des troupes pour conquérir le titre d'empereur.

## Accueil
| Emperor of Fading Suns |      |       |
| Média                  | Pays | Notes |
| Computer Gaming World  | US   | 3/5   |
| Cyber Stratège         | FR   | 2/5   |
| GameSpot               | US   | 65 %  |
| Gamezilla              | US   | 73 %  |